# 岡山本洲工業區
23°06′05″N 120°16′56″E / 23.101282°N 120.282106°E
岡山本洲產業園區（俗稱岡山工業區）是位於台灣高雄市岡山區的工業區，由高雄市政府自行開發。面積208公頃，計分為一般產業區、環保科技園區、物流園區及相關產業區。
截止2015年4月，土地銷售率達97.3%，進駐廠商達196家，總投資額約470.9億元，員工總數約10,583人，年營業額約1097.2億元。

## 外部連結
- 岡山本洲產業園區